# Gilsbach
Gilsbach ist ein Ortsteil von Burbach im Siegerland, im Kreis Siegen-Wittgenstein in Nordrhein-Westfalen.

## Geographie

### Lage

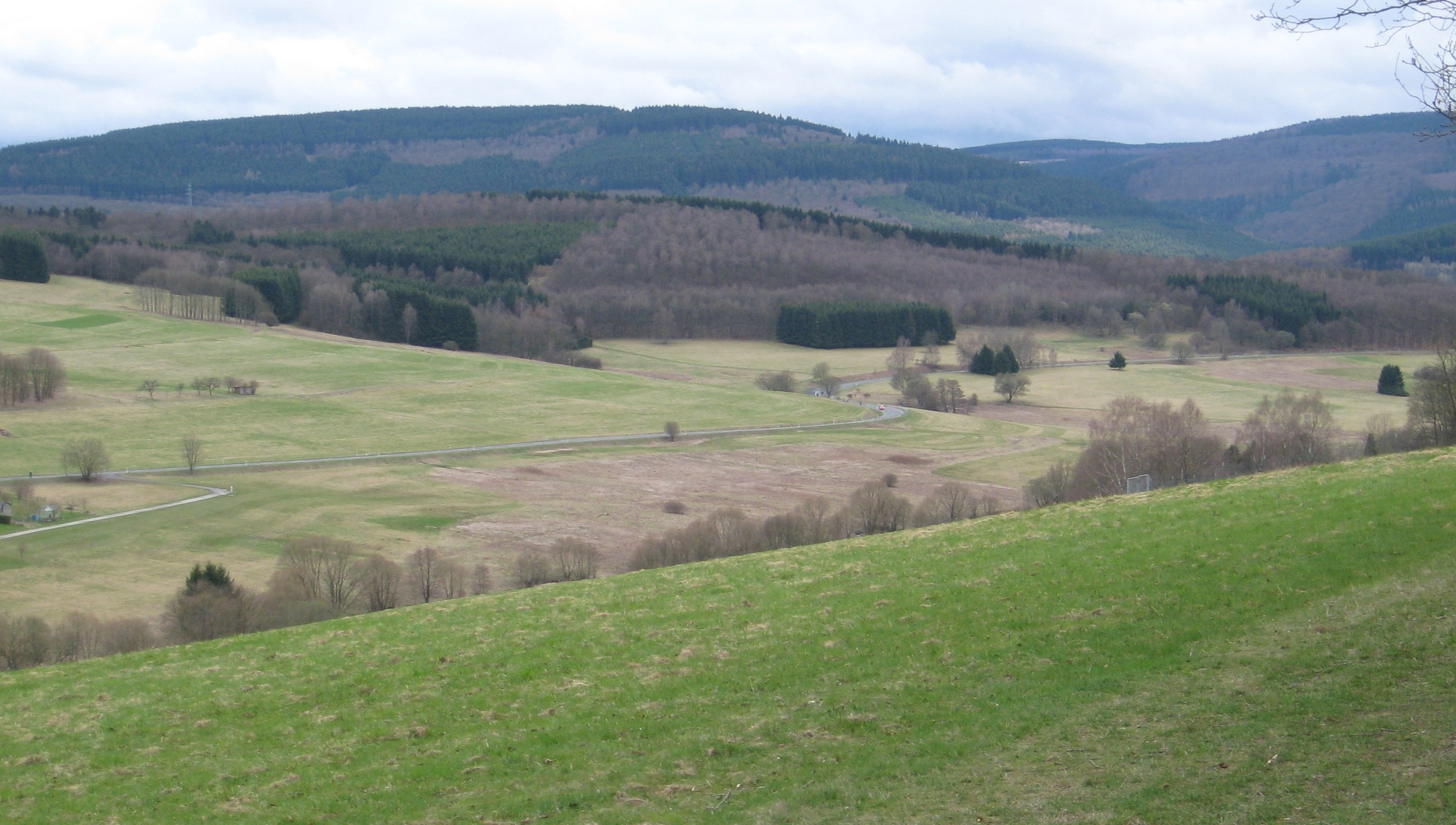
Das Gilsbachtal in Richtung Wahlbach

Gilsbach ist die nördlichste Ortschaft der Gemeinde Burbach. Das Dorf ist Teil des oberen Freien Grunds. Durch die Ortschaft fließt der Gilsbach. Im Norden bilden der Steimel und der jenseits davon befindliche Bautenberg die Abtrennung nach Wilden. Im Nordosten liegt der Walkersdorfer Berg, südlich der Simberg und im Südwesten dessen Ausläufer Simrich. In der Nähe verläuft die Bundesautobahn 45 (Sauerlandlinie).

### Nachbarortschaften
Nachbarorte von Gilsbach sind Wilden und Wilnsdorf im Norden, Wilgersdorf im Nordosten, Steinbach im Osten, Würgendorf im Südosten, Burbach im Süden, Wahlbach im Südwesten, Wiederstein im Westen und Zeppenfeld und Salchendorf im Nordwesten.

## Geschichte

### Überblick
Die urkundliche Ersterwähnung stammt vom 24. Juni 1350. Dort wird ein „Johanne von Gyltzbach“ erwähnt. 1461 lebten zehn Familien in dem kleinen Dorf. 1939 waren es 498 Einwohner. Heute ist Gilsbach mit 740 Einwohnern der zweitkleinste Ort der Gemeinde Burbach. Im 15. Jahrhundert gab es verschiedene Schreibweisen für den Ort: Giltzbach, Gilsczbach, Giilßbach und Giltzpach.

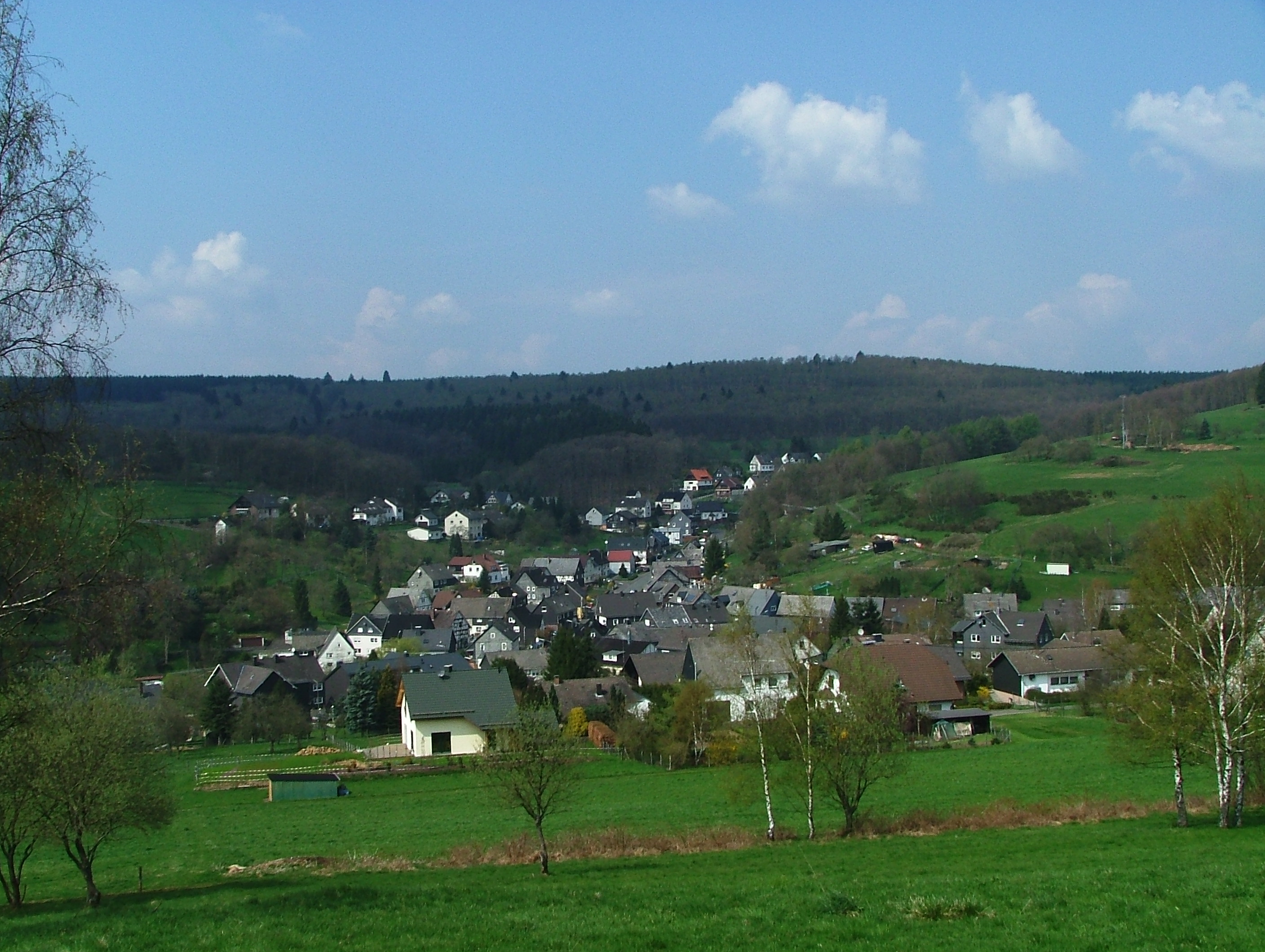
Gilsbach – Blickrichtung Wilnsdorf

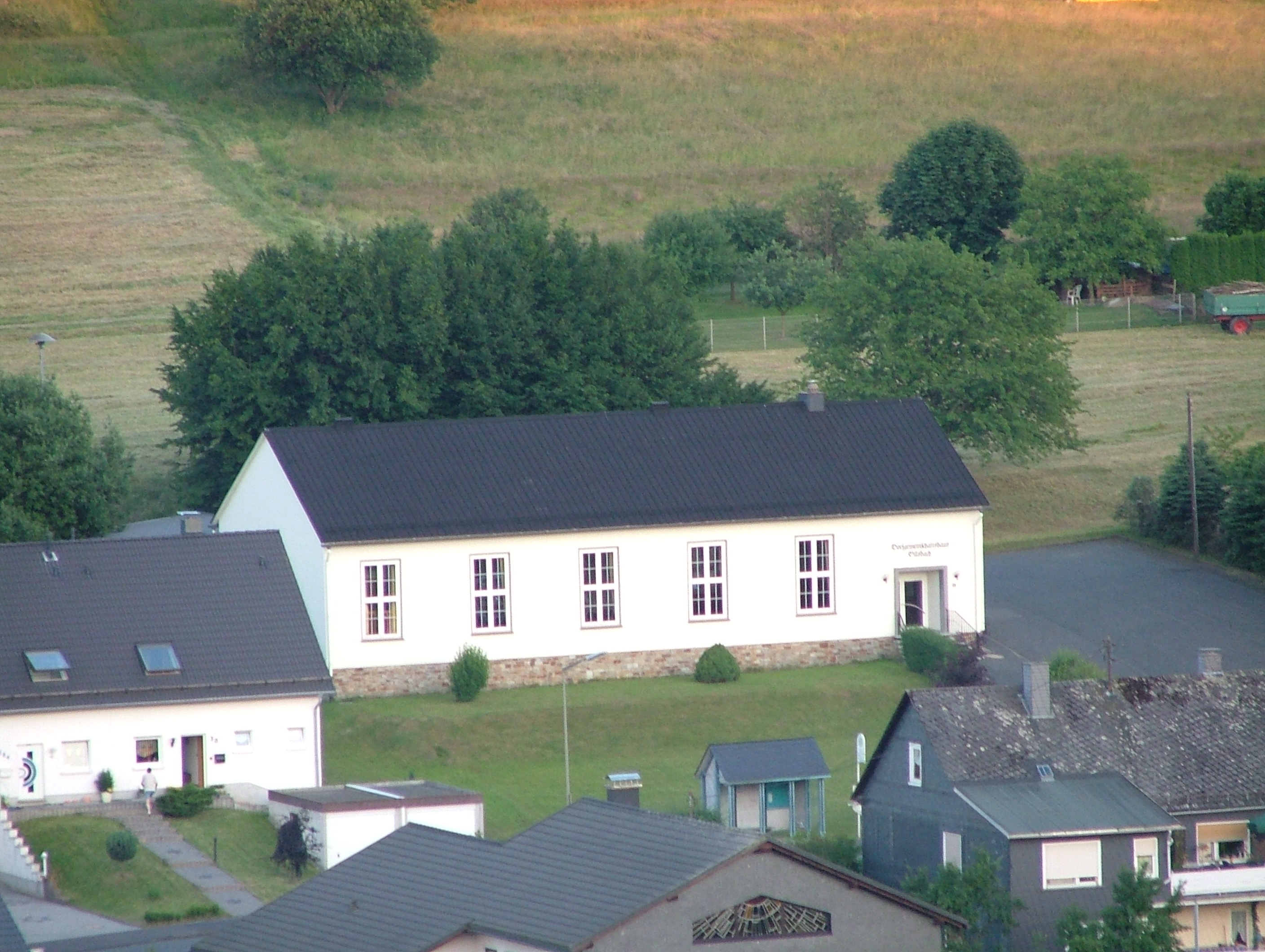
Das Dorfgemeinschaftshaus in Gilsbach

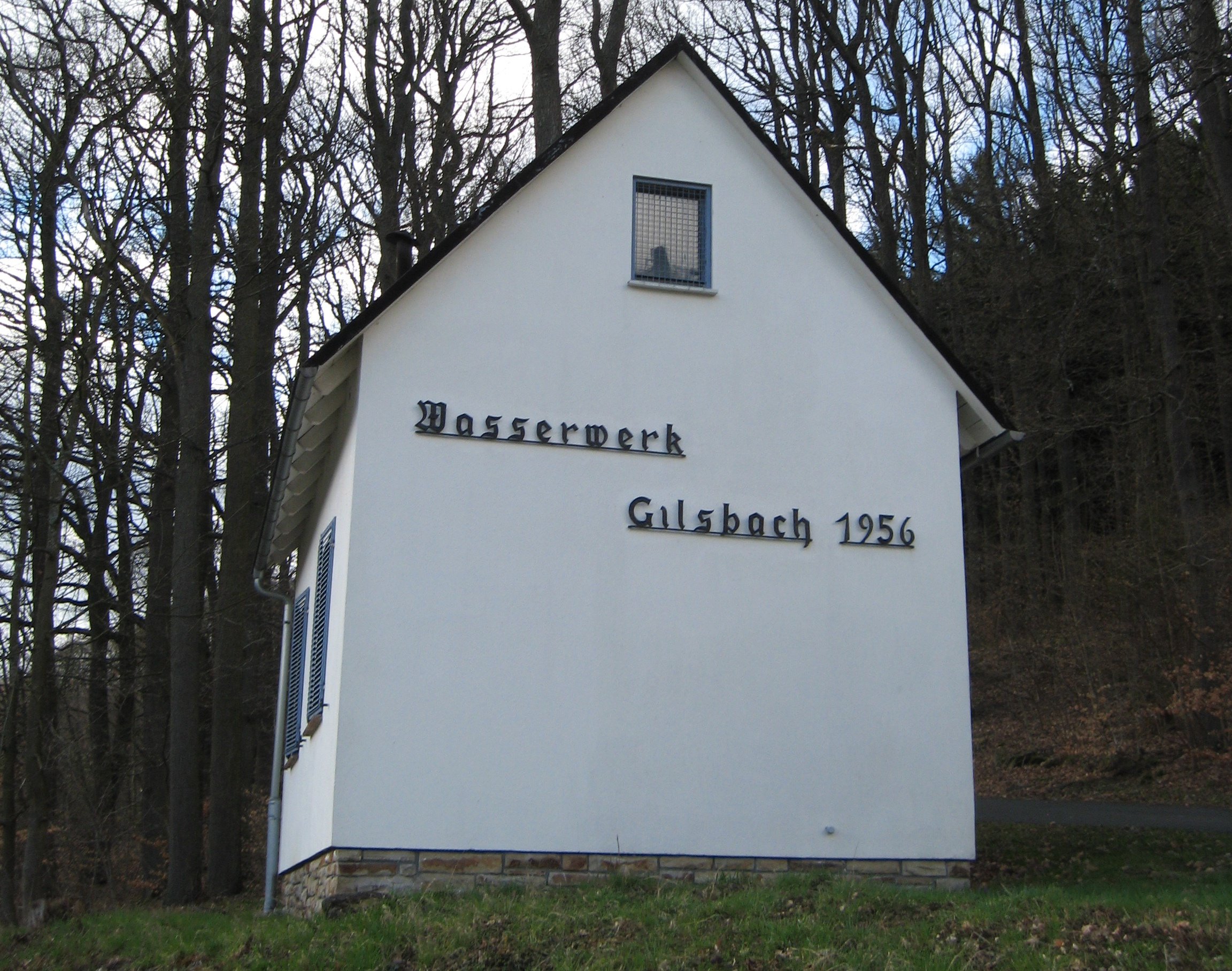
1956 erbautes Wasserwerk

Wanderlehrer Betz baute ein „Schulmeisters Haus“, das 1869 von seinem Schwiegersohn Wilhelm Becker übernommen wurde. Dieser wurde 1885 zum Ortsvorsteher, zudem war er Standesbeamter und Schulvorsteher. 1909 wurde eine Dorfschule errichtet, die aber in den 1960er Jahren wieder geschlossen wurde. Heute gehen Kinder in die Schulen nach Burbach oder Wahlbach. In der Schule befindet sich heute die Heimatstube. 1911 wurde mit dem Bau einer Wasserleitung begonnen, bis Ende 1912 war jedes Haus mit Wasser versorgt. 1922 kam das erste Motorrad in den Ort.
1884 gründete sich der Verein „MGV Concordia Gilsbach“ (Männergesangsverein). Zwischen 1886 und 1888 wurde ein Vereinshaus für die 1887 gegründete Evangelische Gemeinschaft in Eigenleistung erbaut. Nach diversen Umbauten in den Jahren 1958 bis 1983 entschloss man sich 1988 aber, ein neues zu bauen, wieder fast komplett in Eigenleistung. 1990 wurde es fertiggestellt.
1925 bestand die Gemeinde Gilsbach aus 525 Einwohnern, von denen 482 evangelisch und die restlichen 43 Einwohner sonstiger Konfession waren. Der Ort war eine Mischgemeinde als Kur- und Arbeiterwohnort, die Gesamtfläche betrug 832 ha. Es gab eine Volksschule, Elektrizitäts- und Wasserversorgung.
Von 1950 bis 1952 wurde ein Dorfgemeinschaftshaus in Eigenleistung erbaut. 1956 wurde im oberen Dorf ein Wasserhäuschen zum Versorgen der noch selbstständigen Gemeinde Gilsbach mit Wasser gebaut.
Das zum Amt Burbach gehörende Gilsbach kam am 1. Januar 1969 im Zuge der Gemeindereformen mit acht anderen Dörfern zur Gemeinde Burbach.

### Einwohner- und Häuserzahlen
Einwohnerzahlen
| Jahr | Einwohner |
| ---- | --------- |
| 1810 | 332       |
| 1850 | 369       |
| 1867 | 350       |
| 1885 | 428       |
| 1895 | 422       |
| 1900 | 472       |

| Jahr | Einwohner |
| ---- | --------- |
| 1910 | 560       |
| 1913 | 519       |
| 1925 | 525       |
| 1933 | 527       |
| 1939 | 498       |

| Jahr | Einwohner |
| ---- | --------- |
| 1950 | 622       |
| 1961 | 568       |
| 1967 | 605       |
| 1985 | 714       |
| 1994 | 727       |

Häuserzahlen
| Jahr   | 1589 | 1600 | 1683 | 1698 | 1700 | 1704 | 1706 | 1725 | 1730 | 1788 | 1810 | 1846 | 1850 | 1867 | 1913 |
| Häuser | 24   | 25   | 22   | 26   | 28   | 28   | 27   | 39   | 39   | 57   | 57   | 62   | 64   | 65   | 84   |

## Verkehr und Infrastruktur

### Verkehr
Gilsbach liegt an der Landesstraße L 723, der früheren Bundesstraße 54, die von Wilnsdorf nach Burbach führt. Im Ort zweigt die Kreisstraße K 12 ab, sie führt durch das Gilsbachtal nach Wahlbach. Über Wilnsdorf und über Burbach ist das Dorf an die Bundesautobahn 45 angebunden.
Folgende Buslinien führen durch Gilsbach:
| Liniennr. | Startpunkt       | Linienweg                                             | Endpunkt        | Takt         | Bemerkungen                                                     |
| --------- | ---------------- | ----------------------------------------------------- | --------------- | ------------ | --------------------------------------------------------------- |
| SB4       | Burbach Post/Bhf | Wahlbach – Gilsbach – Oberwilden – Wilnsdorf – Rödgen | Siegen ZOB      | 120          | Nur Mo–Fr                                                       |
| L221      | Burbach Post/Bhf | (Schulzentrum) – Grundschule Burbach – (Wahlbach)     | Gilsbach Wende  | unregelmäßig | Einzelne Fahrten Mo–Fr sowie das gesamte Wochenende als TaxiBus |
| BBB-2     | Burbach Rathaus  | Gilsbach – Wahlbach                                   | Burbach Rathaus | 120          | Bürgerbus Burbach                                               |

Die nächsten Bahnhöfe sind in Burbach und Wahlbach.

### Infrastruktur
In Gilsbach gibt es einen Kindergarten, der in der Trägerschaft der evangelischen Gemeinde steht. Der Sportplatz liegt etwa einen Kilometer nördlich des Ortes an der Verbindungsstraße nach Oberwilden, der ehemaligen B 54 (Wilnsdorf-Burbach). Zudem verfügt der Ort über ein Lebensmittelgeschäft mit Bäckerei.

## Sonstiges
- Ortsvorsteher ist Maik Zembok (CDU).